# Monfí

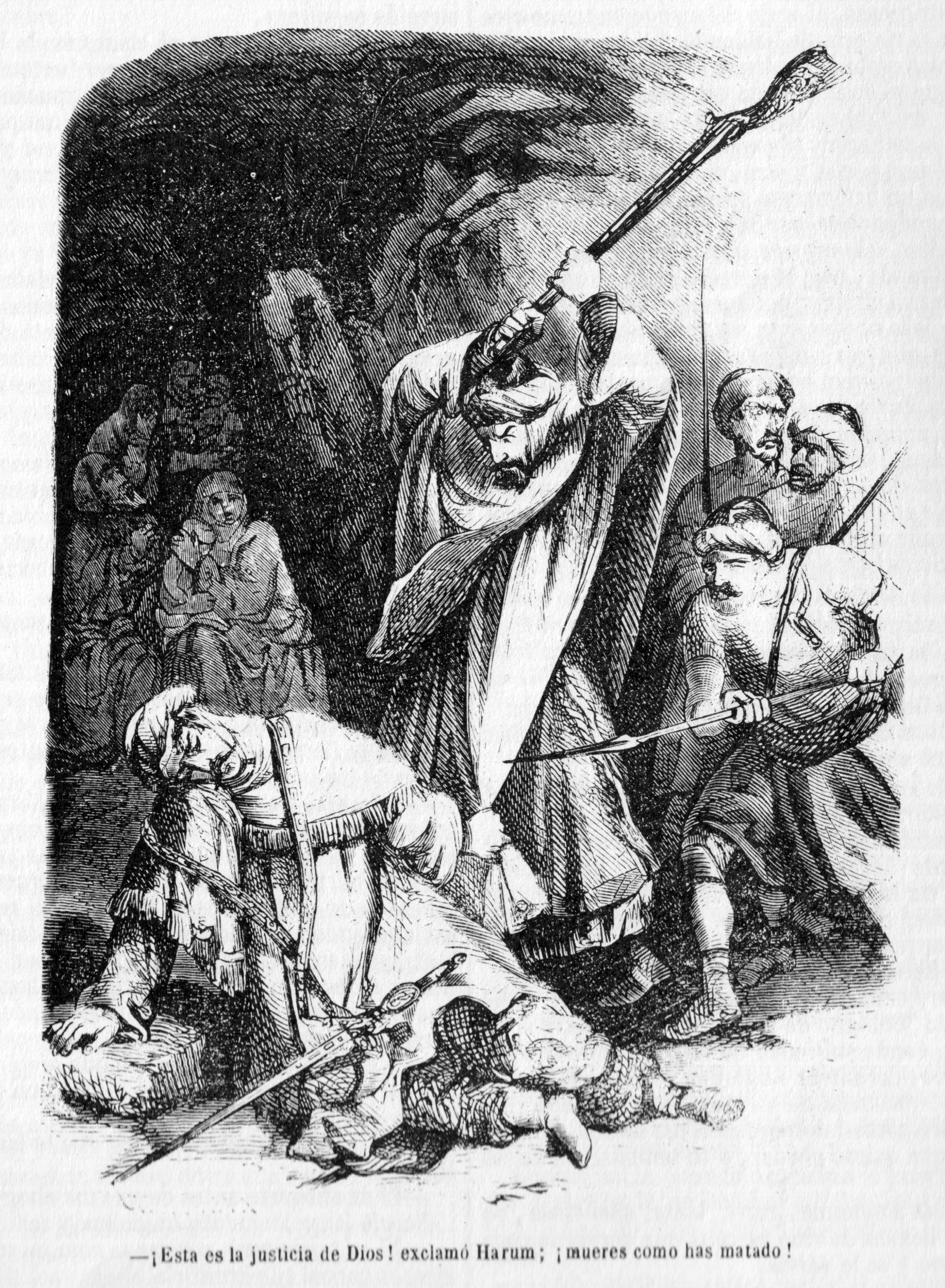
Monfíes en la revuelta de las Alpujarras según un grabado de la novela Los Monfíes de las Alpujarras (1859) de Manuel Fernández y González.

Monfíes (del árabe منفي munfī, «desterrado») es el nombre por el que se conocieron en el siglo XVI y principios del XVII a los moriscos refugiados en las serranías del antiguo Reino de Granada (España), dedicados primordialmente al bandolerismo. 

## Historia
Los monfíes fueron, originalmente, mudéjares huidos a los montes como consecuencia de los desórdenes y la represión asociados a la conquista de Granada por los Reyes Católicos en 1492, y su número aumentó en décadas posteriores conforme crecía la presión ejercida por las nuevas autoridades castellanas contra los súbditos granadinos, especialmente después de que fueran obligados a convertirse al cristianismo, pasando a ser llamados moriscos. 
Así describe el cronista Francisco Bermúdez de Pedraza en su Historia eclesiástica a los monfíes, refiriéndose después a la protección que les daban los señores de moriscos cristianos:

Estos monfíes eran gente que se mantenía de sus oficios en los lugares donde entrauan, casáuanse, labrauan la tierra y con mujeres e hijos afiaçaban su seguridad. También les prohibieron la inmunidad de las Iglesias, passados tres días... Fuéronse a vivir a las montañas, y hiziéronse fuertes en ellas, de aquí salían a hacer fuerças, hurtos y homicidios para vivir.

Avia en el Reyno de Granada una costumbre antigua, de que todos los que cometen delitos se saluauan y estauan seguros en los lugares de señorío. Una cosa mal sonante, y que se juzgaua por causa de más delitos, porque era fauor de mal hechores, impedimento de la justicia y desautoridad de los ministros della. Por estos inconuenientes se mandó a los señores no admitiesen en su tierra gente de esta calidad.

Los monfíes se organizaban en cuadrillas dirigidas por "capitanes", algunos de ellos famosos como Gonzalo el Seniz. Las cuadrillas a veces se agrupaban en banderas, con una organización casi militar. Actuaban con gran crueldad, como relata un cronista: "Eran pocos los días que no traían a la ciudad de Granada hombres muertos que se hallaban en los campos con las caras desolladas, y algunos con los corazones sacados por las espaldas".
Los monfíes, de extracción eminentemente rural, formaron comunidades en los montes en las que practicaban libremente los ritos de su fe, al contrario que el resto de los moriscos que eran obligados a mostrar adhesión a las creencias y rituales católicos. Los monfíes se dedicaron en gran medida al bandolerismo contra cristianos y tuvieron en los pastores a sus mejores aliados. 
Los monfíes tuvieron un papel destacado en la rebelión morisca de Abén Humeya en 1568, conocida como rebelión de las Alpujarras. Uno de los ayudantes de Abén Humeya, Farax Aben Farax, reclutó a doscientos de ellos en los primeros momentos de la revuelta como colaboradores principales. Constituyeron la fuerza de choque junto con la milicia de los gandules y los corsarios turcos y berberiscos.

## Literatura y fiestas
A mediados del siglo XIX, el prolífico escritor Manuel Fernández y González escribió una novela sobre este tema con el título de Los monfíes de las Alpujarras, con abundantes ilustraciones.
Los acontecimientos de la novela de 2021 El aroma de la esperanza, del escritor granadino Manuel Estévez Goytre, ocurren durante la rebelión de las Alpujarras, donde los monfíes tuvieron una notable trascendencia.
En honor a estos moriscos se celebra anualmente en la localidad malagueña de Cútar la Fiesta del Monfí.